# Johan von Holst (konstnär)
Johan Gustaf von Holst, född 15 mars 1841 i Stockholm, död där 30 november 1917, var en svensk militär och konstnär. 
von Holst tillhörde en norsk släkt som adlades i Sverige. Han blev underlöjtnant 1861, löjtnant 1864 och ryttmästare vid Livgardet till häst 1875 samt slutligen major i armén 1891. von Holst studerade konst för Nils Andersson vid Konstakademien i Stockholm från 1865 och blev där av Andersson påverkad att måla tavlor med djurmotiv. Han fördjupade sina studier av djurmåleri för Joseph Stevens i Bryssel 1871 och för Karl Gussow vid konstakademien i Weimar 1873-1874 samt för djurmålaren Christian Verlat i Weimar 1873-1874 och i Antwerpen 1880-1881. von Holst debuterade med tavlan Råtthund på lur vid Konstakademiens utställning 1868 och medverkade därefter i ett flertal av akademiens utställningar 1868-1885, han medverkade även i utställningar med Sveriges allmänna konstförening, Svenska konstnärernas förening, Konstföreningen för södra Sverige och på Göteborgsutställningen 1891. Han utsågs till agré vid Konstakademien 1881. Hans konst består huvudsakligen av djurmotiv men även några landskapsmålningar från Klippan på Värmdö och Johansdal på Djurgården samt några få stilleben och porträtt. von Holst är representerad vid några svenska och utländska museer men de flesta av hans målningar finns i privat ägo. Han är representerad vid bland annat Hallwylska museet.
Johan von Holst var son till hovmarskalken Hans von Holst och Selma Edla Elisabeth Benedicks samt från 1876 gift med Ebba Aurora Elisabeth Zethelius och far till Hans och Hübner von Holst.